# Ertuğrul Çetin
Osman Ertuğrul Çetin (* 21. April 2003 in Istanbul) ist ein türkischer Fußballtorwart. Er steht seit 2021 in Diensten von Fenerbahçe Istanbul und ist aktuell an Gençlerbirliği Ankara ausgeliehen.

## Karriere

### Verein
Çetin begann seine Karriere 2014 im Jugendverein von Fenerbahçe Istanbul. Im Oktober 2020 wechselte Çetin zu Altınordu Izmir. Er trat nie in einem Pflichtspiel für Altınordu auf.
Januar 2021 wechselte Çetin zurück zu Fenerbahçe. Sein Debüt gab er am 15. Januar 2022 bei einem 1:1 Spiel gegen Antalyaspor. Seit 2023 ist er Leihspieler bei Gençlerbirliği Ankara.

### Nationalmannschaft
Seit 2021 spielt Çetin für die Türkei U19. Er absolvierte bisher 5 Länderspiele.